# 소라우타
《소라우타》(そらうた)는 프런트윙에서 2004년 8월 27일에 발매한 성인 연애 시뮬레이션 게임이다.
작품의 무대는 한적한 분위기의 시골인 세토우치 지방이다. 미스터리 분위기이지만 코믹한 부분이나 오컬트적인 부분도 있다.
2008년 10월 24일, Windows Vista에 대응하는 버전으로 재발매되었다.

## 스토리
주인공인 미치타카는 어린 시절 사고를 당하고 유령을 볼 수 있게 되었다. 사고 당시 부모님을 잃었기 때문에 그 후로 사촌누나인 타마코의 집에 맡겨졌다. 자연에 둘러싸인 시골, 온화한 환경에서 남매는 사이 좋게 살고 있었다.
그로부터 약 10년이 지나고, 학교에 다니는 미차타카의 여름 방학. 소꿉 친구인 치카도 미치타카의 집에 자주 와서 함께 시간을 보냈다.
그러던 어느 날 할머니가 돌아가셨고 장례를 치르게 되었다. 그런데 장례가 끝난 뒤 타마코는 메모를 남기고 갑자기 행방을 알 수 없게 되었다. 또한 며칠 후 여름 방학이 끝나고 학교에서 투신 사건이 일어났다는 것을 알게 된 미치타카는, 유령이 된 나가스미 마나와 학교에서 만나게 된다.

## 등장인물
코니시 미치타카(小西 道隆)
이 게임의 주인공이다. 유령을 볼 수 있지만 타마코를 제외한 다른 사람에게는 비밀로 하고 있다. 타마코에게서는 '미 군(みいくん)'이라고 불린다. 어린 시절부터 유령이 성불하는 것을 보며 자라서 그런지 감정이 다소 망가져있다.
코니시 타마코(小西 霊子)
미치타카와 같이 살고 있는 사촌누나. 마이페이스로, 여유로운 성격. 야채를 키우는 것이 취미이고 집에는 채소밭이 있다. 작중에서 주인공이 유령을 볼 수 있다는 사실을 알고 있는 유일한 인물이다.
사쿠라 치카(佐倉 知夏)
미치타카의 클래스 메이트이며 소꿉 친구. 능동적이고 밝은 성격. 소꿉친구이지만 미치타카가 유령을 볼 수 있다는 사실은 모른다. 주로 치카(知夏)라고 불리고 있지만 본명은 토모카(知夏)다. 소꿉친구인 미치타카조차 토모카가 본명이라는 것을 잊고 있었다. 미치타카를 좋아하고 있지만 소꿉친구로 지낸 시간이 길어서인지 미치타카는 잘 알아주지 않는다.
나가스미 마나(永澄 真奈)
이야기의 초반에 투신으로 죽은 것으로 나온다. 이후 유령으로 등장한다. 유우나기 미오와 매우 사이가 좋다. 죽기 전 친구인 미오와 그림책을 만들고 있었다. 이야기를 만드는 것에 자신이 있어서 그림책의 이야기 부분을 담당하고 있었다. 유령이지만 보통 사람처럼 행동하고 상당히 말이 많다. 친구인 미오의 일이 궁금해서 성불하지 못하고 있다. 미치타카와는 유령이 된 뒤에 알게 되었다.
유우나기 미오(夕凪 澪)
나가스미 마나의 친구. 수줍음을 타는 성격이며 온화한 편이다. 가장 친한 친구인 나가스미 마나가 살아있었을 때 같이 그림책을 만들고 있었다. 그림 그리는 것을 잘해서 그림책의 그림 부분을 담당하고 있었다. 성실하고 수업 태도는 우수하지만 성적은 중간 정도.
세토우치 아오이(瀬戸内 葵)
기억 상실증에 걸린 버린 여자아이. 과묵하고 신비로운 분위기가 있다. 미치타카와는 기억 상실 후 친구가 되었다.

## 그 외의 인물
이누부시 카오루(犬伏 薫)
학교의 양호선생님. 사람 돌보는 것을 좋아하고, 학생들에게 자주 상담을 해주고 있다.
사에키 신야(冴木 真矢)
주인공 반의 담임. 준수한 외모를 가지고 있으며 털털한 성격이다.